# Château de Vacquié
Le château de Vacquié, également appelé château Baqué, est un édifice de la fin du XVIIIe siècle, au centre d’un vaste domaine, situé au nord de Lectoure (Gers).

## Situation
Le château de Vacquié se trouve à l’extrémité d’un plateau dominant la vallée du Gers à l’ouest, et les vallons du Saint-Jourdain (qui le sépare de  la ville de Lectoure) au sud, de Bournaca au nord.

## Histoire
Le nom du château a été diversement orthographié au cours des siècles. On trouve les versions Bacqué, Baqué, Vaquier, Vaquié, Vacquier. Il tire son nom de son premier propriétaire, un Vaquier qui fut sénéchal de Lectoure, connu par l’élégie sur la mort du sénéchal Vaquier du poète lectourois André Du Pré. Il est probable qu’une ancienne chapelle, dédiée à saint Mamet, existait à cet emplacement et avait donné son nom au plateau parallèle au nord à celui de la ville de Lectoure.
Le château a appartenu aux Pâris, une famille de robe installée de longue date à Lectoure, et qui a ajouté à son nom celui de Vacquier. Les Pâris font partie de ces familles de la bourgeoisie et de la petite noblesse qui adhérèrent très vite au mouvement janséniste : dans leur maison de maître de Vacquié, avant la construction du château actuel, leur salon est orné de portraits de figures marquantes du jansénisme. L’un d’eux, Louis Pâris-Vaquier de Villers (fils d’un conseiller à la sénéchaussée), chanoine à Lectoure puis prêtre, entre de fréquents séjours à Paris, est un ardent propagateur de ce mouvement. Il sera contraint de s’exiler à Utrecht, tandis que son frère, avocat, demeure à Lectoure.
En 1784, M. de Pâris remplace sa vieille maison par un château. On ignore le nom de l’architecte, mais on a conservé ses études et plans. L’édifice s’inscrit dans une tradition de simplicité rustique non dépourvue d’élégance : on a renoncé à un ordonnancement autour d’un salon circulaire, avec une façade curviligne, comme on a refusé des combles à la française et des façades à bossages. Le choix, sans doute dicté par l’économie, aboutit à un bâtiment bas, sans prétention, mais particulièrement soigné dans sa réalisation. Le terme de château est sans doute excessif, il s’agit plutôt de ce qu’on appelle (à Bordeaux et sa région) une chartreuse : bâtiment sans étage, destiné à l’habitation mais aussi aux loisirs de la campagne. La partie dévolue aux travaux agricoles réside dans le bâtiment des communs, situé sur un des côtés, qui sera plus tard doublé par son symétrique. 
Le château entre ensuite en la possession de la famille de Boubée de Lacouture.
L’édifice conservera toujours sa fonction d’habitation et de centre d’exploitation agricole, de production de fruits, aujourd’hui de production vinicole (côtes-de-gascogne) grâce aux vignes qui y ont été plantées.
Le château de Vacquié a été inscrit à l’inventaire des Monuments historiques en 1987.

## Architecture
Le corps principal du bâtiment est rectangulaire, avec un pavillon légèrement saillant à chaque extrémité. Il est couvert d’un toit à deux ressauts, la partie haute en tuiles canal, la partie basse en tuiles rondes plates. Des lucarnes s’élèvent sur la partie basse du toit. On arrive au château par l’Est, par une cour d’honneur carrée bordée au nord par les communs. À l’opposé du bâtiment, à l’Ouest, la pente a permis d’ajouter un double perron avec un garde-corps formé de balustres typiques de la région lectouroise de l’époque. Une terrasse à deux niveaux, plantée de marronniers, se termine par un petit bassin circulaire. Une petite chapelle se trouve au nord-ouest du bâtiment principal.
Le plan s’organise sur un long couloir central qui court sur la longueur du bâtiment. On entre par la porte principale dans un « vestibule » qui sert de salle à manger. Des salons de compagnie et de jeu, un « atelier », des cabinets de toilette et des « lieux à l’anglaise » témoignent d’une vie simple, sans apparat, mais avec un souci de confort. Un escalier mène aux pièces sous les combles. Des caves doublent la superficie du bâtiment.
La décoration est réduite au minimum : des bandeaux et des moulures qui soulignent la structure de l’édifice. Au-dessus de la porte d’entrée, un médaillon ovale porte les deux blasons des familles Pâris et Saint-Julien, et la date de la construction, 1784. À l’intérieur, des boiseries simples dans le vestibule, une cheminée Louis XVI à pilastres cannelés, agrémentée de médaillons et de rosaces.